# Introwersja i ekstrawersja
Introwersja i ekstrawersja (łac. introversus – zwrócony do środka, łac. extraversus – zwrócony na zewnątrz) – przeciwstawiane sobie cechy osobowości związane z kontaktami międzyludzkimi, różnie definiowane u różnych autorów. Pojęcia te zostały wprowadzone przez Carla Gustava Junga (na podstawie teorii temperamentów fizjologicznych Kretschmera) w pracy Psychologische Typen (Typy psychologiczne, 1921), a zmodyfikowane przez Eysencka w teorii temperamentu PEN oraz Costę i McCrae w modelu Wielkiej Piątki.
Liczbę introwertyków w społeczeństwie określa się na 25%–46%. Według innych danych liczba introwertyków i ekstrawertyków w populacji określa, podobnie jak innych właściwości psychicznych, rozkład normalny, tzn. najwięcej jest osób o przeciętnym nasileniu cech, a osób skrajnie introwertycznych jest najmniej, i tyle samo co skrajnie ekstrawertycznych.

## Podejścia do introwersji i ekstrawersji

### Carl Gustav Jung
Według Junga introwersja i ekstrawersja to dwa ogólne typy postaw, które wyrażają kierunek, w jakim zmierza libido (rozumiane nie jako popęd seksualny, jak u Freuda, ale jako ogólna energia psychiczna). Ekstrawertyk kieruje swoje zabiegi adaptacyjne i reakcje na zewnątrz, sterują nim oczekiwania i potrzeby środowiska społecznego. U introwertyka natomiast, libido realizuje się poprzez subiektywne stany wewnętrzne i procesy psychiczne, a pierwszą reakcją introwertyka na nieznane środowisko jest wycofanie.
Carl Gustav Jung pisał: „W trakcie analizy osobowości okazuje się, że ekstrawertyk włącza się w świat odniesień za sprawą pozostawania w nieświadomości co do samego siebie jako podmiotu czy też ulegania złudzeniom co do samego siebie, jeśli natomiast chodzi o introwertyka, okazuje się, że urzeczywistniając swą osobowość w społeczności, zupełnie bezwiednie popełnia on najpoważniejsze błędy i dopuszcza się najbardziej absurdalnych niezręczności”.
Specyficzną formą nerwicy osób odznaczających się wysokim stopniem introwersji jest według Junga psychastenia. Introwertyzm jest często mylony z nieśmiałością i osobowością schizoidalną.

### Hans Eysenck
Hans Eysenck nie definiuje ekstrawersji wprost, uznając ją raczej za korelacje między cechami. Jego zdaniem ekstrawertycy, w przeciwieństwie do introwertyków, charakteryzują się takimi cechami, jak: towarzyskość, żywość, aktywność, asertywność i poszukiwanie doznań.

### Costa i McCrae
W modelu Wielkiej Piątki ekstrawersja jest wymiarem, który charakteryzuje jakość i ilość interakcji społecznych oraz poziom aktywności, energii i zdolność do odczuwania pozytywnych emocji. W skład ekstrawersji wchodzi 6 czynników: towarzyskość, serdeczność, asertywność, aktywność, poszukiwanie doznań i emocjonalność w zakresie pozytywnych emocji. Osoby introwertywne charakteryzują się nie odwrotnością, ale brakiem zachowań ekstrawertywnych. Wykazują rezerwę w kontaktach społecznych (ale nie wrogość), brak optymizmu (co nie oznacza pesymizmu i braku poczucia szczęścia) i preferencję do przebywania w samotności (co nie znaczy, że cechują się lękiem społecznym).

### R. Depue i P. Collins
Według R. Depue i P. Collinsa ekstrawersja jest podwyższoną wrażliwością na bodźce zapowiadające nagrodę, a introwersja wrażliwością na bodźce zapowiadające karę.

## Introwersja i ekstrawersja a układ nerwowy
- Zgodnie z teorią aktywacji i teorią hamowania Eysencka, na wymiarze równowagi procesów pobudzenia/hamowania korowego introwertycy znajdują się na biegunie pobudzenia, czyli mają chronicznie podwyższony poziom aktywacji, a ekstrawertycy – na biegunie hamowania i mają chronicznie obniżony poziom aktywacji[10].
- U introwertyków dominuje część przywspółczulna autonomicznego układu nerwowego, a u ekstrawertyków część współczulna. Dominującym szlakiem nerwowym u introwertyków jest szlak, w którym neuroprzekaźnikiem jest acetylocholina, a u ekstrawertyków ten szlak, w którym neuroprzekaźnikiem jest dopamina[11].
- Introwertycy mają większy przepływ krwi w płacie czołowym i w przedniej części wzgórza, a ekstrawertycy w przedniej części zakrętu obręczy, w płatach skroniowych i w tylnej części wzgórza[12][13].
- Badania wykazały, że po wyciśnięciu kropli cytryny na język, u introwertyków stwierdza się większe wydzielanie śliny, niż u ekstrawertyków. Wynika to z bardziej aktywnego tworu siatkowatego u introwertyków[14].
- Ze względu na wyższy potencjał pobudzenia i niższy potencjał hamowania, introwertycy łatwiej i szybciej wytwarzają odruchy warunkowe, niż ekstrawertycy[15].
- Zgodnie z postulatem lekowym Hansa Eysencka, u introwertyków leki uspokajające prowadzą do ujawnienia się ekstrawertycznych wzorców zachowania, ponieważ zwiększają one poziom hamowania i obniżają poziom pobudzenia. Z kolei leki pobudzające, które zmniejszają poziom hamowania i zwiększają poziom pobudzenia, powodują ujawnienie się introwertycznych wzorców zachowania[15].

## Ambiwersja
Ambiwersja to właściwość osobowości, polegająca na zrównoważeniu cech introwertycznych i ekstrawertycznych. Pojęcie ambiwersji wprowadził Hans Eysenck i można się z nim spotkać w jego kwestionariuszu EPQ-R mierzącym wymiary cech ekstrawersji, neurotyczności i psychotyczności.